# Leioproctus impatellatus
Leioproctus impatellatus är en biart som beskrevs av Michener 1965. Leioproctus impatellatus ingår i släktet Leioproctus och familjen korttungebin. Inga underarter finns listade i Catalogue of Life.

## Bildgalleri

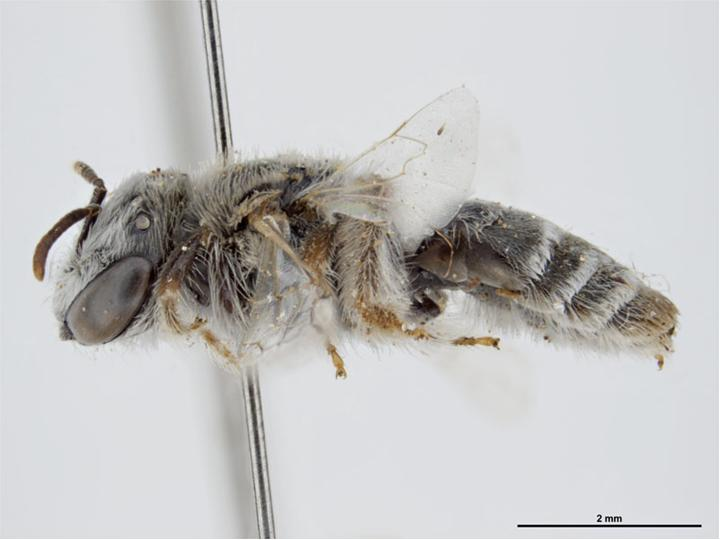
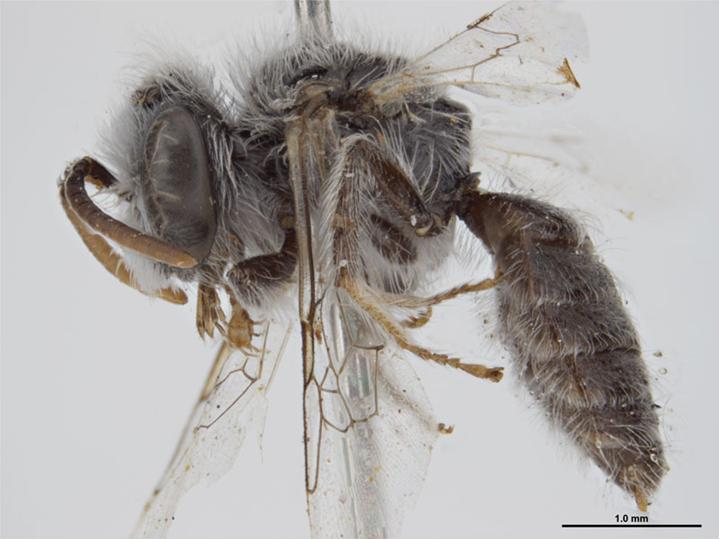